# Небојша Вучићевић
Небојша Вучићевић (Београд, 29. јун 1962 — Београд, 11. март 2022) био je југословенски и српски фудбалер и фудбалски тренер.

## Играчка каријера
Са 14 година приступио је Палилулцу одакле је након само месец дана тренирања, на позив тренера Аце Стефановића прешао у ОФК Београд. За први тим је дебитовао са 18 година. Одиграо је 59 утакмица у три прволигашке и две друголигашке сезоне и постигао 17 голова.
У лето 1984. прелази у Партизан. Са црно-белима је освојио две титуле шампиона државе (1985/86. и 1986/87) и један куп Југославије (1988/89), одигравши 140 првенствених утакмица и постигавши 26 голова.
У лето 1989. одлази у иностранство и често мења клубове: француски Мец, шпанска Саламанка, корејски Даеву, кипарски Евагорас Пафос. У Србију се враћа 1996. и игра за нижеразредну Младост из Умчара. Играо је и у Словенији за Железничар, Муру и Коротан, да би се 1997. отиснуо у САД где је играо мали фудбал за Канзас сити.

## Тренерска каријера
После активне фудбалске каријере Вучићевић прелази у тренере. Као тренер почео је у Дорћолу (увео га у Другу лигу), па следе Младеновац (увео га у Другу лигу), београдски Раднички (увео га у Прву лигу), кулски Хајдук (по први пут у историји изборио пласман у Куп УЕФА), Нафта, крагујевачки Раднички, краљевачка Слога...
Током утакмице, 2006 као тренер Хајдука из Куле, са Звездом, Вучићевић је на расној основи вређао звездиног одбрамбеног играча Ибрахима Гаја. Године 2008. због неисправне тренерске лиценце није исплаћен од стране НК Нафта Лендава. Године 2009. именован је за тренера ФК Тимок из Зајечара који се такмичи у Српској лиги - група исток.